# 拉斯卡諾阿斯峰
8°54′24″N 70°44′32″W / 8.9066295624°N 70.74220276°W
拉斯卡諾阿斯峰（西班牙語：Cerro Las Canoas），是委內瑞拉的山峰，位於該國西部梅里達州，屬於梅里達內華達山脈中庫拉塔山脈的一部分，處於拉庫拉塔山脈國家公園，海拔高度3,752米。